# Lavilledieu
Lavilledieu is een gemeente in het Franse departement Ardèche (regio Auvergne-Rhône-Alpes). De plaats maakt deel uit van het arrondissement Largentière. Lavilledieu telde op 1 januari 2022 2.248 inwoners.

## Geografie
De oppervlakte van Lavilledieu bedroeg op 1 januari 2022 14,65 vierkante kilometer; de bevolkingsdichtheid was toen 153,4 inwoners per km².
De onderstaande kaart toont de ligging van Lavilledieu met de belangrijkste infrastructuur en aangrenzende gemeenten.

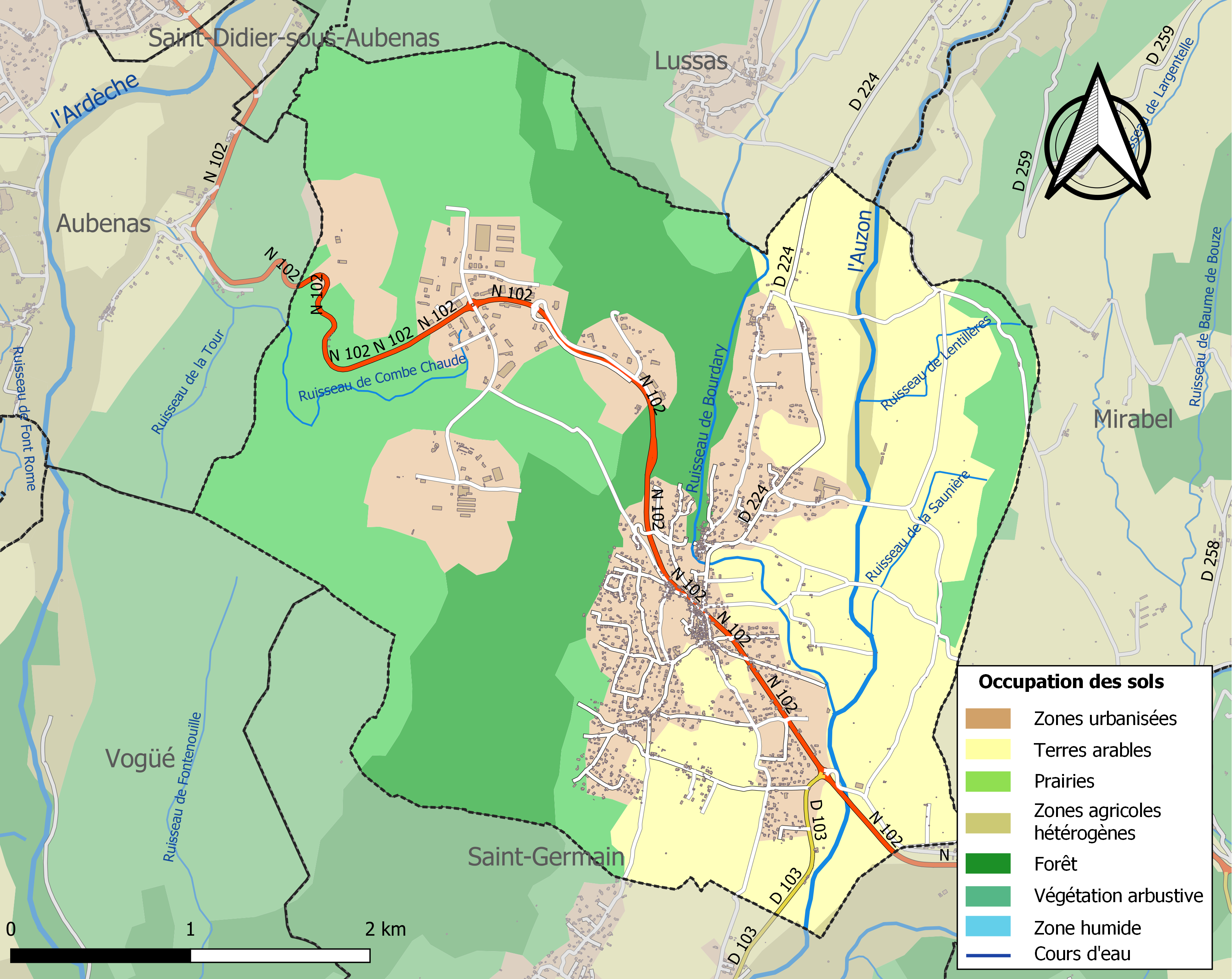

## Demografie
Onderstaande figuur toont het verloop van het inwonertal (bron: INSEE-tellingen).

Vanwege een beveiligingsprobleem met de MediaWiki Graph-software is het momenteel niet mogelijk deze grafiek weer te geven. Zodra de software is bijgewerkt zal de grafiek vanzelf weer zichtbaar worden.